# 一個人的幸運
一個人的幸運是香港男歌手冼靖峰的出道作，於2022年1月11日由愛爆音樂作數位發行，歌曲推出後於勁歌金榜及新城勁爆流行榜登上冠軍及亞軍。
歌曲成為《JOOX TOP聽推介2022第一季》「樂迷最愛歌曲」第二位、《JOOX TOP MUSIC AWARDS 2022》「歌曲排行榜全球賽」第二位。

## 歌曲背景

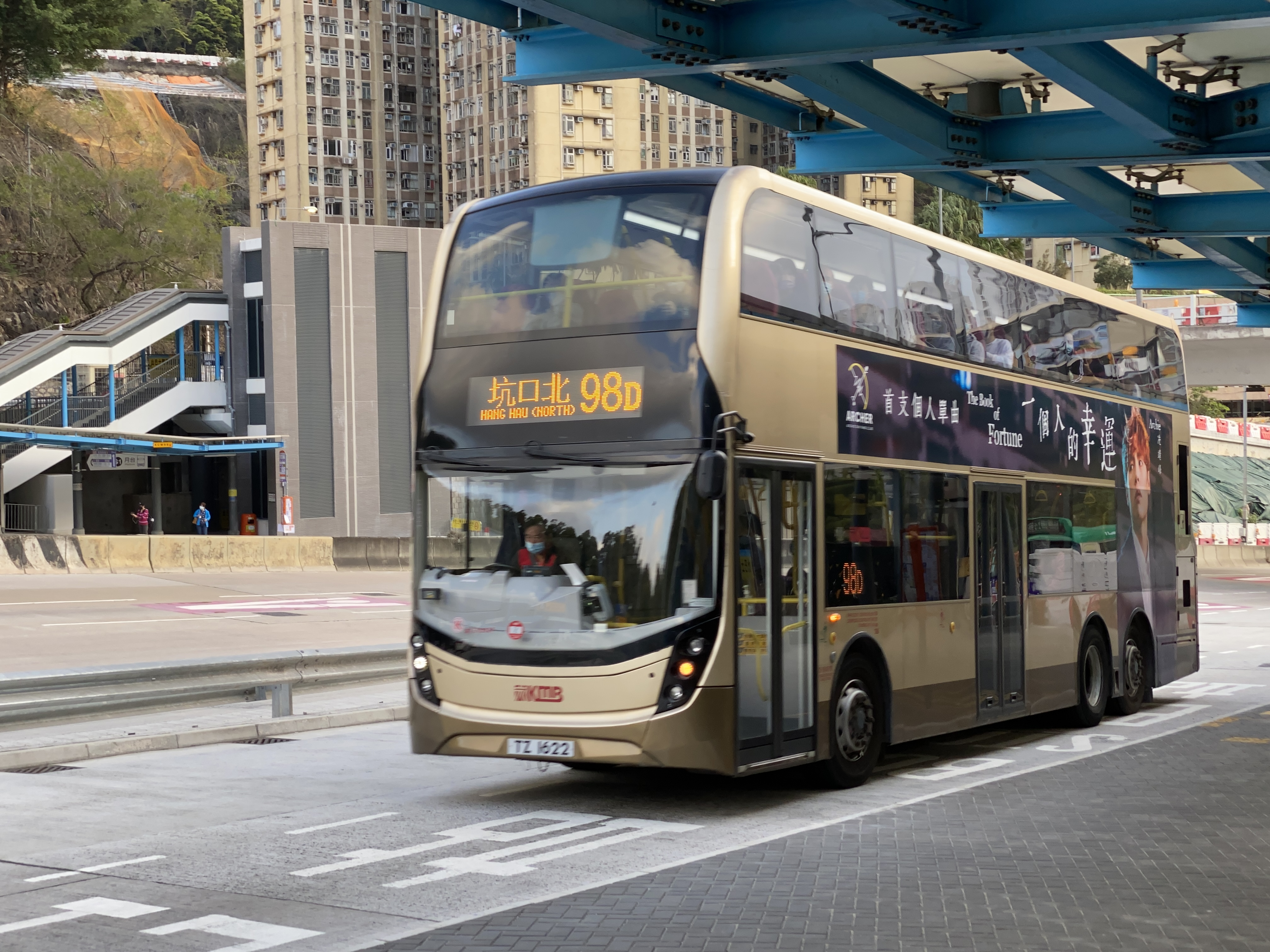
2022年冼靖峰首支個人單曲《一個人的幸運》的應援巴士

歌曲是冼靖峰的出道作，冼靖峰於2021年10月已錄製完成此曲，並於2022年1月11日下午1時11分正式推出市面。深信吸引力法則的他，認為只要保持正能量，及認真努力面對生活，總會有出頭天。此曲是一首勵志歌曲，主題是命運與幸運的分別，冼靖峰在音樂影片裡演出一名外送員，做著基層送外賣的工作。

## 曲目
1. 一個人的幸運
  - 作曲：伍卓賢
  - 作詞：游思行
  - 編曲：伍卓賢
  - 監製：伍卓賢

## 歌曲列表
| 線上下載 串流媒體 | 線上下載 串流媒體 | 線上下載 串流媒體 |
| 曲序              | 曲目              | 时长              |
| ----------------- | ----------------- | ----------------- |
| 1.                | 一個人的幸運      | 4:25              |

## 音樂錄影帶
音樂影片內冼靖峰化身搬運工及外送員等基層，不過卻懂得放慢腳步留意身邊風景。談到這次拍攝，冼靖峰表示因為要在果欄附近取景，當晚他凌晨兩點開始化妝，拍攝十多小時，到翌日晚上才收工，是次難忘的經驗。影片劇情交代冼靖峰去幫人搬屋，有個小朋友因被爸爸逼他丟舊玩具而放聲嚎哭。冼靖峰說：「估唔到嗰位小女孩埋位喊到收唔到聲，真係好好戲」（想不到這位小女孩拍攝時哭得收不了聲，演技很投入），表示這是他拍攝時最難忘的經歷。

## 製作團隊
- 作曲：伍卓賢
- 作詞：游思行
- 編曲：伍卓賢
- 監製：伍卓賢
- 結他：張駿豪
- 低音結他：陳學明
- 鼓：黃子瑜
- 和音：伍卓賢、洪樂曦
- 混音及母帶後期處理：Simon Li at nOiz
- 錄音室：雅旺錄音室、GIG STUDIO、花好音樂、這家錄音室[9]

## 宣傳
鑑於疫情關係，冼靖峰沒有很多現場演唱出道作的機會，冼靖峰推出歌曲後分別到商業電台雷霆881節目《1圈圈》及叱咤903節目《叱咤樂壇》做嘉賓接受主持阮兆祥、天欣及謝茜嘉的訪問宣傳歌曲。其後冼靖峰參與無綫電視節目《勁歌金曲》及《思家大戰》時獻唱《一個人的幸運》。

## 電台派台成績

### 新城知訊台勁爆本地榜走勢
| 週次     | 第5週   | 第6週  | 第7週   | 第8週   |
| 放榜日期 | 1月29日 | 2月5日 | 2月12日 | 2月19日 |
| 榜上位置 | 20      | 19     | 14      | 2       |
| -------- | ------- | ------ | ------- | ------- |

### TVB勁歌金榜走勢
| 週次     | 第6週  | 第7週   | 第8週   | 第9週   | 第10週 |
| 放榜日期 | 2月6日 | 2月13日 | 2月20日 | 2月27日 | 3月5日 |
| 榜上位置 | 8      | 6       | 3       | 2       | 1      |
| -------- | ------ | ------- | ------- | ------- | ------ |

### 各大流行榜最高位置
| 樂壇流行榜     | 最高位置 |
| -------------- | -------- |
| 勁歌金榜       | 1        |
| 新城勁爆本地榜 | 2        |

## 串流平台榜單表現

### 日榜
| 地區 | 音樂串流平台 | 榜單           | 最高排名 |
| ---- | ------------ | -------------- | -------- |
| 香港 | iTunes       | 人氣歌曲排行榜 | 1        |
| 香港 | KKBOX        | 本地新歌榜     | 21       |

### 週榜
| 地區 | 音樂串流平台 | 榜單       | 最高排名 |
| ---- | ------------ | ---------- | -------- |
| 香港 | JOOX         | 新歌推介榜 | 10       |
| 香港 | JOOX         | K歌熱唱榜  | 19       |
| 香港 | JOOX         | 本地熱播榜 | 28       |

## 其他榜單
| 地區 | 榜單                                 | 最高排名 |
| ---- | ------------------------------------ | -------- |
| 香港 | CT音樂推介榜                         | 2        |
| 香港 | Stars VIP音樂榜                      | 9        |
| 香港 | STARS VIP 星級音樂榜 2022年第1期榜單 | 9        |

## 獎項
| 年份   | 頒獎典禮                   | 獎項             | 結果  |
| ------ | -------------------------- | ---------------- | ----- |
| 2022年 | JOOX TOP聽推介2022第一季   | 樂迷最愛歌曲     | 第2位 |
| 2022年 | JOOX TOP MUSIC AWARDS 2022 | 歌曲排行榜全球賽 | 第2位 |

## 資料來源
1. 1 2  劉傳謙. . 香港01. 2022-02-21  [2022-02-22]. （原始内容存档于2022-04-28） （中文（香港））.
2. ↑  Law, K. . HK 港生活.   [2022-02-08]. （原始内容存档于2022-02-08） （中文（香港））.
3. ↑  劉傳謙. . 香港01. 2022-01-16  [2022-02-08]. （原始内容存档于2022-03-08） （中文（香港））.
4. ↑  . on.cc東網. 2022-03-04  [2022-03-19]. （原始内容存档于2022-03-19） （中文（香港））.
5. ↑  . 明報OL網.   [2022-02-08]. （原始内容存档于2022-02-08） （中文（繁體））.
6. ↑  頭條日報. . 頭條日報 Headline Daily.   [2022-02-08]. （原始内容存档于2022-03-08） （英语）.
7. ↑  . on.cc東網. 2022-01-11  [2022-02-08]. （原始内容存档于2022-02-08） （中文（香港））.
8. ↑  . hk.news.yahoo.com.   [2022-02-08]. （原始内容存档于2022-03-08） （中文（香港））.
9. ↑  製作團隊見《一個人的幸運》官方音樂影片「描述」一欄。
10. ↑  李婉文. . 香港01. 2022-01-26  [2022-02-08]. （原始内容存档于2022-02-08） （中文（香港））.
11. ↑  . hk.news.yahoo.com.   [2022-02-08]. （原始内容存档于2022-02-08） （中文（香港））.
12. ↑  .   [2022-02-26]. （原始内容存档于2020-12-19） （中文（香港））.
13. ↑  . KKBOX 風雲榜榜單.   [2022-03-05]. （原始内容存档于2022-03-05） （中文（香港））.
14. ↑  . www.joox.com.   [2022-02-27]. （原始内容存档于2022-05-01）.
15. ↑  . www.joox.com.   [2022-02-27]. （原始内容存档于2022-05-01）.
16. ↑  . JOOX.   [2022-04-12].